# Босна (часопис)
Босна је био илустровани месечни часопис за књижевност и савремени живот, који је излазио у Београду у периоду од 1908. до 1914. године. Власник и уредник овог часописа био је Јово Ђ. Ковачевић, а штампао се у штампарији Саве Раденковића и брата у Београду. 
- Неке од насловних страна часописа Босна

## Претплата
Цена претплате за Србију, земље Јужних Словена и Европску Турску била је 10 динара, или круна, за годину дана и 5 динара за пола године. За све друге земље износила је 16 динара, франака или круна за годину дана, односно половину цене за пола године. Појединачни бројеви продавали су се само у уредништву. Претплата и рукописи слали су се уредништву Босне у Баба Вишњиној улици у Београду број 68.

## Огласи
Часопис Босна је био погодан за оглашавање, јер се радо читао у свим земљама где је било Срба. За оглас који је заузимао целу страну цена је била петнаест динара, уколико изађе само једном. Онај оглас који је заузимао пола стране цена је била осам динара, а за четвртину стране пет динара. Оглас који је заузимао једну осмину странице плаћао се два и по динара, а за још ситније огласе цена се договарала. Они који су се оглашавали чешће имали су попуст од 20%.